# Hollenstein (Gemeinde Ziersdorf)
Hollenstein ist eine Ortschaft und Katastralgemeinde der Marktgemeinde Ziersdorf in Niederösterreich. Die Ortschaft hat 105 Einwohner (Stand 1. Jänner 2024).

## Geographie
Der Ort befindet sich am Zusammenfluss von Ravelsbach und Schmida. Durch den Ort führt die Landesstraße L43.

## Geschichte
Erste Aufzeichnungen stammen aus dem Jahr 1275. Hollenstein war sowohl in die Pfarre Gettsdorf eingepfarrt als auch schulisch eng verbunden. Der Meierhof und drei Lehen waren landesfürstlicher Besitz, das Stift Göttweig bezog von zwei Lehen den Zehent und desgleichen verfügte das Stift Melk über Wein- und Getreidezehente.
Nach den Reformen 1848/1849 konstituierte sich Hollenstein 1850 zur selbständigen Gemeinde und war zunächst dem Amtsbezirk Ravelsbach und ab 1868 dem Bezirk Hollabrunn unterstellt. Laut Adressbuch von Österreich waren im Jahr 1938 in der Ortsgemeinde Hollenstein ein Gemischtwarenhändler und eine Milchgenossenschaft ansässig.
Mit 1. Jänner 1966 erfolgte im Zuge der Niederösterreichischen Kommunalstrukturverbesserung die Eingemeindung von Hollenstein und Gettsdorf nach Ziersdorf.

## Bauwerke
Die Ortskapelle ist ein frühes Werk von Clemens Holzmeister aus dem Jahre 1936.